# Osiedle Łaska I i Łaska II (Zduńska Wola)
Osiedle Łaska – osiedle w Zduńskiej Woli, które składa się z: osiedla Łaska I i Łaska 2.

## Historia
W latach 1965–1972 zostało oddane osiedle Łaska I z 852 mieszkaniami w 12 pięciokondygnacyjnych blokach z cegły, położonych między ulicami: Łaska, Osmolińska, Szkolna i Srebrna oraz osiedla Łaska II ze 150 mieszkaniami w 3 pięciokondygnacyjnych blokach z cegły położonych między ulicami: Łaska, Narutowicza, Aleja F. Rajczaka i Piaskowa. Razem są to 1002 mieszkania w 15 blokach. Oprócz bloków na tym osiedlu znajduje się między innymi główna siedziba spółdzielni mieszkaniowej "Lokator". 1 października 1976 został otwarty Domu Kultury "Lokator" w którym mieści się sala widowiskowa, pomieszczenia do gier i zajęć dla zespołów zainteresowań i klubów. Na osiedlu jest zlokalizowany  market spożywczy, banki, drogeria, pizzeria, sklepy, apteki, cukiernia, bar oraz inne punkty usługowe.